# Radio Karyon
Radio Karyon byla regionální Znojemská rozhlasová stanice, která získala licenci 6. června 1995 a začala vysílat od 25. ledna 1996 do 31. května 2001 pro Znojemsko, Třebíčsko a okolí. Zpočátku vysílala pop, rock, jazz, později se zaměřovala na taneční hudbu. Její studio sídlilo ve Znojmě v kancelářské budově na Dvořákově ulici č. 21.
Vysílala v pásmu FM na frekvenci 104,2 MHz (Znojmo), později i na 98,6 MHz (Třebíč). Po celou dobu své existence se zde objevovaly zajímavé pořady, rozhovory a soutěže i akce, kvůli tomu byla pro posluchače velmi oblíbenou stanicí. Tehdy se jednalo o jedinou regionální rozhlasovou stanici pro Znojemsko a okolí. Samozřejmostí byly i písničky na přání. Vystřídalo se zde mnoho zajímavých osobností a moderátorů.

## Neprodloužená licence
V roce 2001 nedošlo k prodloužení vysílací licence z nepochopitelných důvodů. Karyon neměl s RRTV žádné problémy na rozdíl od jiných, kterým rada licenci prodloužila. Licenci dostal konkurenční projekt Rádio Vranov, ze kterého se později stalo Rádio Blaník. V souvislosti s neprodloužením licence se zabývala i Česká televize v pořadu Fakta.
Karyon měl i svůj velmi skromný web(dnes již nefunkční). Doménu však stále drží jeden z moderátorů. Existuje také fanouškovský web, který se snaží udržet vzpomínky na tuto stanici.